# Banda base
En Telecomunicaciones, el término banda base se refiere a la banda de frecuencias producida por un transductor, tal como un micrófono, un manipulador telegráfico u otro dispositivo generador de señales que no es necesario adaptarlo al medio por el que se va a transmitir.
Banda base es la señal de una sola transmisión en un canal, banda ancha significa que lleva más de una señal y cada una de ellas se transmite en diferentes canales, hasta su número máximo de canal.
En los sistemas de transmisión, la banda base es generalmente utilizada para modular una portadora. Durante el proceso de demodulación se reconstruye la señal banda base original. Por ello, podemos decir que la banda base describe el estado de la señal antes de la modulación y de la multiplexación y después de la demultiplexación y demodulación. 
Las frecuencias de banda base se caracterizan por ser generalmente mucho más bajas que las resultantes cuando éstas se utilizan para modular una portadora o subportadora. Por ejemplo, es señal de banda base la obtenida de la salida de video compuesto de dispositivos como grabadores/reproductores de video y consolas de juego, a diferencia de las señales de televisión que deben ser moduladas para poder transportarlas vía aérea (por señal libre o satélite) o por cable.
En transmisión de facsímil, la banda base es la frecuencia de una señal igual en ancho de banda a la comprendida entre la frecuencia cero y la frecuencia máxima de codificación. En otras palabras,  si el espectro de frecuencia de una señal se localiza alrededor de la frecuencia f = 0 Hz, se dice que la señal es de “banda base”.